# Kvarnby, Kyrkslätt
Kvarnby (finska: Myllykylä) är en by i Kyrkslätt i det finländska landskapet Nyland. Byn ligger vid Meiko naturskyddsområde. Bosättningen i Kvarby består huvudsakligen av egnahemshus. Kvarnby ligger cirka fem kilometer från Kyrkslätts centrum. 
En å med fors genomrinns i byn och vid forsen har det tidigare funnits en kvarn.